# Vladimirescu
Vladimirescu, conosciuto anche come Glogovăţ (in ungherese Glogovác, in tedesco Glogowatz), è un comune della Romania di 11 501 abitanti, ubicato nel distretto di Arad, nella regione storica della Transilvania.
Il comune è formato dall'unione di 4 villaggi: Cicir, Horia, Mândruloc, Vladimirescu.
L'economia del comune è influenzata dallo sviluppo della vicina Arad, da cui dista soltanto 8 km e di cui è di fatto diventato un sobborgo industriale, con un consistente aumento della popolazione negli ultimi anni e l'insediamento di importanti imprese, sia industriali che di servizi.
Nel centro di Vladimirescu, nel luogo denominato La Bisericuţă, si trovano i ruderi di un monastero benedettino menzionato in documenti risalenti al XIII secolo con il nome di Bizere.